# Pelawi
Pelawi is een bestuurslaag in het regentschap Ogan Komering Ulu Selatan van de provincie Zuid-Sumatra, Indonesië. Pelawi telt 1096 inwoners (volkstelling 2010).